# Tuffi ai Giochi della XXXI Olimpiade
Le gare di tuffi dei Giochi della XXXI Olimpiade si sono svolte tra il 7 e il 20 agosto 2016 al Centro Aquático Maria Lenk di Rio de Janeiro nel quartiere di Barra da Tijuca. Si sono disputati 8 concorsi, quattro maschili e quattro femminili: trampolino da 3 metri individuale e sincronizzati, piattaforma da 10 metri individuale e sincronizzati.

## Qualificazioni

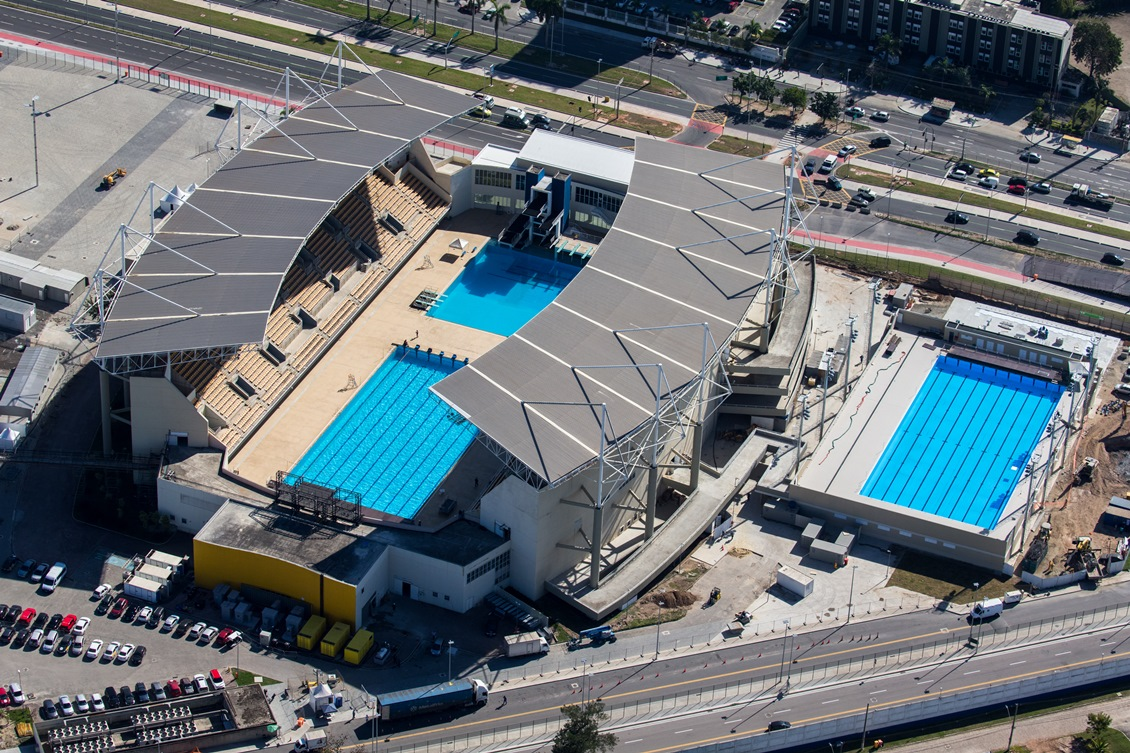
Il Centro Aquático Maria Lenk, sede di tutte le gare di tuffi.

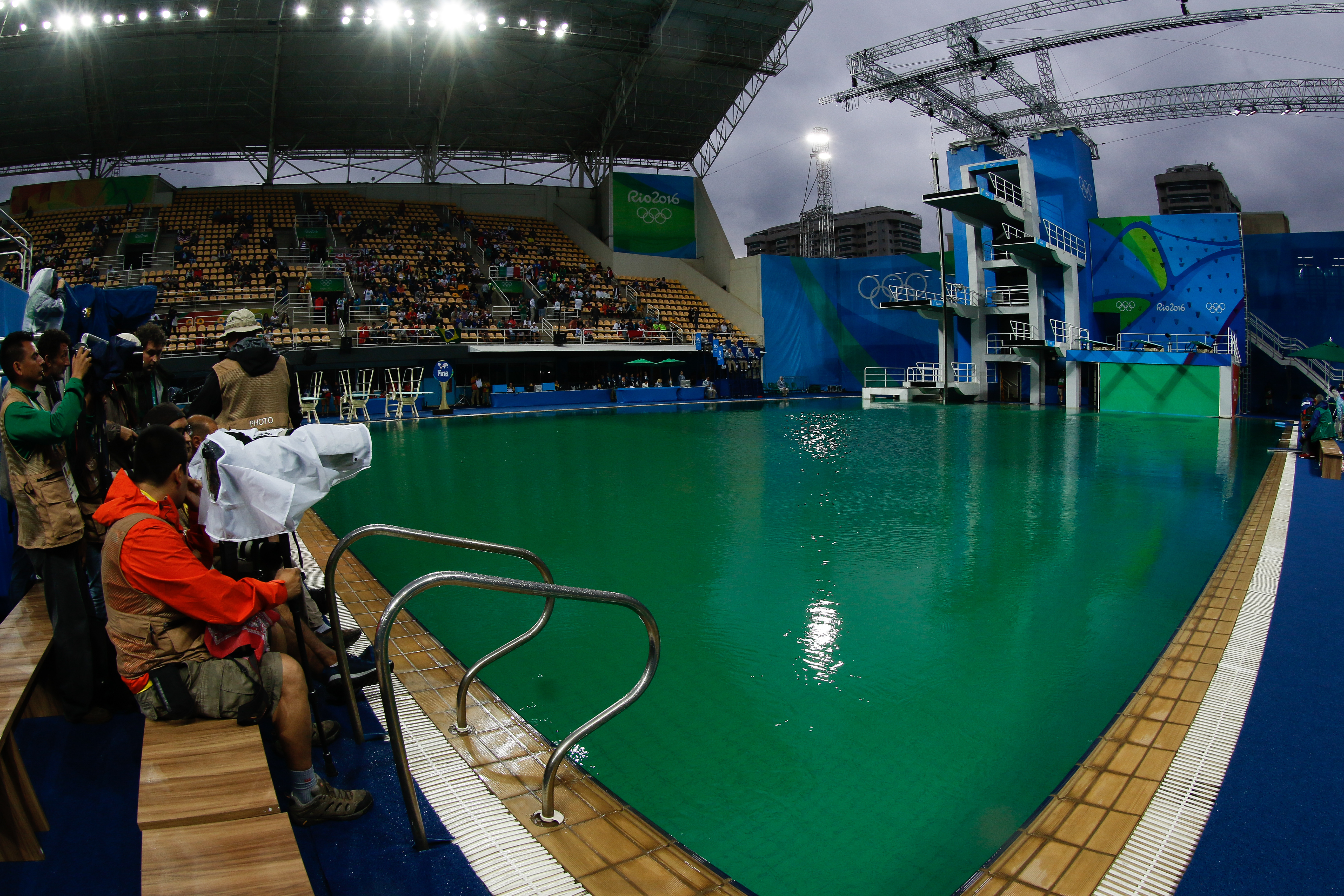
A causa della rottura dei filtri, l'acqua della piscina dei trampolini è diventata di colore verde.

Ogni nazione può qualificare al massimo 16 atleti (8 uomini e 8 donne) e può essere rappresentata in ogni evento da al massimo 2 tuffatori (una coppia per i sincronizzati).
Per le prove individuali, gli atleti qualificati sono:
- i primi 12 classificati dei campionati mondiali 2015;
- i cinque campioni continentali;
- fino a 18 semifinalisti della Coppa del Mondo di tuffi 2016.

Per le prove a squadre, le coppie qualificate sono:
- le prime tre classificate ai campionati mondiali 2015;
- le quattro migliori coppie (non ancora qualificate) della Coppa del Mondo 2016;
- una coppia del Paese ospitante (Brasile).

## Calendario
| Uomini |            | 10 m sincro |             | 3 m sincro |  |  |  |     |  | 3 m |  |      |  | 10 m | 4 |
| Donne  | 3 m sincro |             | 10 m sincro |            |  |  |  | 3 m |  |     |  | 10 m |  |      | 4 |
| Totale | 1          | 1           | 1           | 1          |  |  |  | 1   |  | 1   |  | 1    |  | 1    | 8 |

|  | Qualificazioni |  | FINALI |

## Podi

### Uomini
| Evento                     | Oro                                          | Perform. | Argento                                 | Perform. | Bronzo                                    | Perform. |
| Tuffi individuali          |                                              |          |                                         |          |                                           |          |
| Trampolino 3m (dettagli)   | Cao Yuan                                     | 547,60   | Jack Laugher                            | 523,85   | Patrick Hausding                          | 498,90   |
| Piattaforma 10m (dettagli) | Chen Aisen                                   | 585,30   | Germán Sánchez                          | 532,70   | David Boudia                              | 525,25   |
| Tuffi sincronizzati        |                                              |          |                                         |          |                                           |          |
| Trampolino 3m (dettagli)   | Gran Bretagna Christopher Mears Jack Laugher | 454,32   | Stati Uniti Sam Dorman Michael Hixon    | 450,21   | Cina Cao Yuan Qin Kai                     | 443,70   |
| Piattaforma 10m (dettagli) | Cina Chen Aisen Lin Yue                      | 496,98   | Stati Uniti David Boudia Steele Johnson | 457,11   | Gran Bretagna Tom Daley Daniel Goodfellow | 444,45   |

### Donne
| Evento                     | Oro                         | Perform. | Argento                                    | Perform. | Bronzo                                   | Perform. |
| Tuffi individuali          |                             |          |                                            |          |                                          |          |
| Trampolino 3m (dettagli)   | Shi Tingmao                 | 406,05   | He Zi                                      | 387,90   | Tania Cagnotto                           | 372,80   |
| Piattaforma 10m (dettagli) | Ren Qian                    | 439,25   | Si Yajie                                   | 419,40   | Meaghan Benfeito                         | 389,20   |
| Tuffi sincronizzati        |                             |          |                                            |          |                                          |          |
| Trampolino 3m (dettagli)   | Cina Shi Tingmao Wu Minxia  | 345,60   | Italia Tania Cagnotto Francesca Dallapé    | 313,83   | Australia Maddison Keeney Anabelle Smith | 299,19   |
| Piattaforma 10m (dettagli) | Cina Chen Ruolin Liu Huixia | 354,00   | Malaysia Cheong Jun Hoong Pandelela Rinong | 344,34   | Canada Meaghan Benfeito Roseline Filion  | 336,18   |

## Medagliere

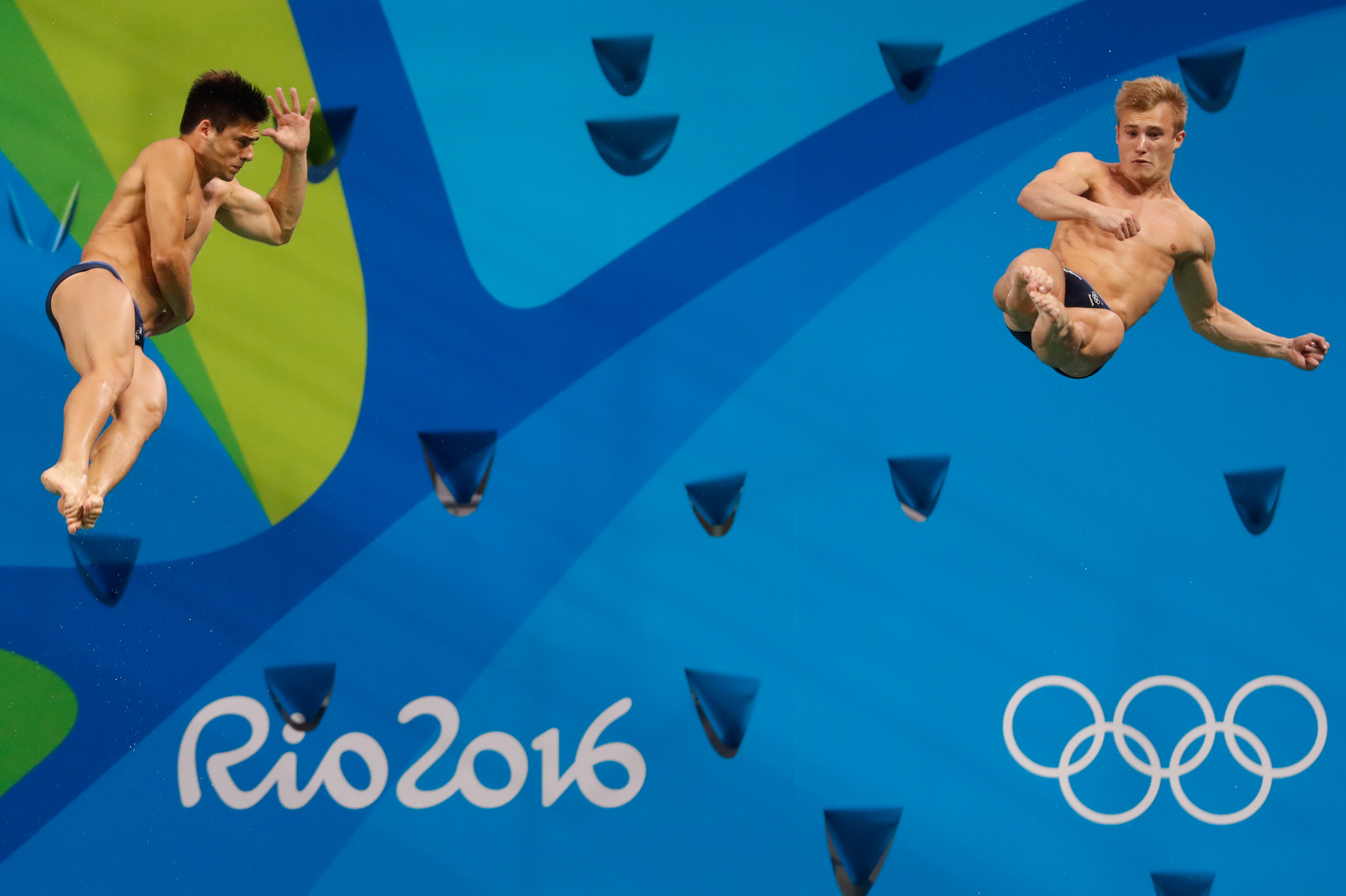
I britannici Jack Laugher e Chris Mears, medaglia d'oro nel trampolino 3 m, in azione.

| Pos.   | Paese         | Oro | Argento | Bronzo | Totale |
| ------ | ------------- | --- | ------- | ------ | ------ |
| 1      | Cina          | 7   | 2       | 1      | 10     |
| 2      | Gran Bretagna | 1   | 1       | 1      | 3      |
| 3      | Stati Uniti   | 0   | 2       | 1      | 3      |
| 4      | Italia        | 0   | 1       | 1      | 2      |
| 5      | Malaysia      | 0   | 1       | 0      | 1      |
| 5      | Messico       | 0   | 1       | 0      | 1      |
| 7      | Canada        | 0   | 0       | 2      | 2      |
| 8      | Australia     | 0   | 0       | 1      | 1      |
| 8      | Germania      | 0   | 0       | 1      | 1      |
| Totale | Totale        | 8   | 8       | 8      | 24     |